# La Cérémonie (court métrage, 2014)
Pour les articles homonymes, voir La Cérémonie.
La Cérémonie est un court métrage français de 22 minutes de Paul Vecchiali réalisé en 2014.

## Synopsis
Un homme (hypothèse 1), puis une femme (hypothèse 2) refusent des rendez-vous pour s'adonner à un rituel mystérieux qui se déroule le soir.
Le même rôle et le même texte sont donc départis successivement à un comédien et à une comédienne, et les mots prennent alors une signification différente.

## Fiche technique
- Producteur délégué et scénariste : Paul Vecchiali[3]
- Directeur de production, producteur exécutif et assistant à la réalisation : Éric Rozier
- Directeur de la photo et cadreur : Philippe Bottiglione
- Assistant opérateur : Julien Lucq
- Monteurs son : Paul Vecchiali et Vincent Commaret
- Ingénieur du son : Francis Bonfanti
- Monteurs : Paul Vecchiali et Vincent Commaret
- Mixeur : Elory Humez[3]

## Distribution
- Astrid Adverbe : Louise
- Pascal Cervo : Louis
- Julien Lucq : l'ami
- Éric Rozier : le boss
- Paul Vecchiali : le père